# Bertha Hübner
Bertha Marie Louise Hübner, född 14 april 1859 i Tyska Sankta Gertruds församling, Stockholm, död 2 mars 1924 i Oscars församling, Stockholm, var en svensk företagare och föreningsmänniska. 
Hon var 1885 en av grundarna av Svensk Konstslöjdsutställning, och var dess direktör 1896–1910.  Hon var grundare och ordförande i Kvinnoklubben (1887–89), och ordförande i Nya Idun 1910–18.  Hon var sekreterare i Svenska Kvinnors Nationalförbund 1896–98, och deltog i förarbetena till Den internationella rösträttskongressen i Stockholm (1911).
Berta Hübner tilldelades Litteris et Artibus 1905.